# Delftlanden
De Delftlanden is een woonwijk in Emmen, provincie Drenthe (Nederland). De bouw is gestart op 20 mei 2006, nadat eerst de infrastructuur was aangelegd.
De eerste fase van de wijk is gebouwd in het gebied tussen de Nieuw-Amsterdamsestraat, de spoorlijn Emmen-Zwolle, de Rondweg en het Noordbargerbos, op de plek waar onder andere de straat Zandzoom zich bevond: een weg met boerderijen en akkers.
De Delftlanden wordt in drie fasen gebouwd met in totaal 3500 woningen en de eerste fase, Tuindorp, bestaat uit ongeveer 1200 woningen en is onderverdeeld in zes gebiedsdelen: De Tuinen, Delftsebos, De Bosrand, Hart van Delftlanden, Delftse Kwartier en de Terpen.
Het toekomstige winkelcentrum van Delftlanden zal Overdelft heten.
Wanneer de volledige woonwijk Delftlanden voltooid zal zijn is onbekend.